# Corneilla-del-Vercol
Corneilla-del-Vercol (în catalană Cornellà del Bèrcol) este o comună în departamentul Pyrénées-Orientales din sudul Franței. În 2009 avea o populație de 2.032 de locuitori.

## Evoluția populației
| An        | 1975 | 1982 | 1990  | 1999  | 2006  | 2009  |
| --------- | ---- | ---- | ----- | ----- | ----- | ----- |
| Populație | 756  | 965  | 1.450 | 1.505 | 1.938 | 2.032 |